# Picramniaceae
A Picramniales az APG III-rendszerben újonnan leírt, a valódi kétszikűek rosids, azon belül malvids csoportjába tartozó növényrend. Egyetlen család, a Picramniaceae, és két nemzetség, a Picramnia és az Alvaradoa tartoznak ide. Az APG II-rendszerben a család még a rosids klád rendbe nem sorolt családjai közé tartozott.
A nemzetségeket korábban a bálványfafélék (Simaroubaceae) családjában írták le.

## A Picramniaceae család
- Picramniaceae család:
  - Picramnioideae alcsalád Engler
    - Picramnia nemzetség

  - Alvaradoideae alcsalád Liebm.
    - Alvaradoa nemzetség